# Sherman (Teksas)
Sherman – miasto w Stanach Zjednoczonych, w stanie Teksas, siedziba hrabstwa Grayson. Położone w północnej części Teksasu, około 100 km na północ od metropolii Dallas i 25 km od granicy ze stanem Oklahoma. Według spisu powszechnego z 2020 roku miasto liczyło 43 645 mieszkańców.

## Rozwój
Założone w 1846 roku, miasto stało się ośrodkiem handlowym dla okolicznych rolników, głównie dzięki uprawie bawełny. Obecnie Sherman przechodzi dynamiczny rozwój, stając się znaczącym centrum przemysłu półprzewodników. Inwestycje obejmują budowę fabryk wafli krzemowych przez firmy takie jak Texas Instruments i GlobalWafers, które mają dać kilka tysięcy miejsc pracy.

## Demografia
Według szacunków z 2023 roku, struktura rasowa miasta przedstawiała się następująco: biali (bez Latynosów) stanowili 60,7% mieszkańców, osoby rasy czarnej lub Afroamerykanie – 9,8%, Azjaci – 1,8%, a rdzenni Amerykanie – 0,3%. Około 11,5% mieszkańców identyfikowało się jako przedstawiciele dwóch lub więcej ras. Osoby pochodzenia latynoskiego (niezależnie od rasy) stanowiły 22,4% populacji. 11% mieszkańców Sherman urodziło się poza granicami USA.

## Uczelnie
Miasto jest również ważnym ośrodkiem edukacyjnym. Mieści się w nim Austin College, prywatna szkoła sztuk wyzwolonych założona w 1849 roku, zaliczana do najstarszych uniwersytetów w Teksasie.